# عليآباد كرند (مقاطعة دالاهو)
عليآباد كرند (بالفارسية: علی‌آباد کرند) هي قرية تقع في قسم حومة كرند الريفي (مقاطعة دالاهو) في إيران. يقدر عدد سكانها بـ 39 نسمة .